# Winthrop (kráter)

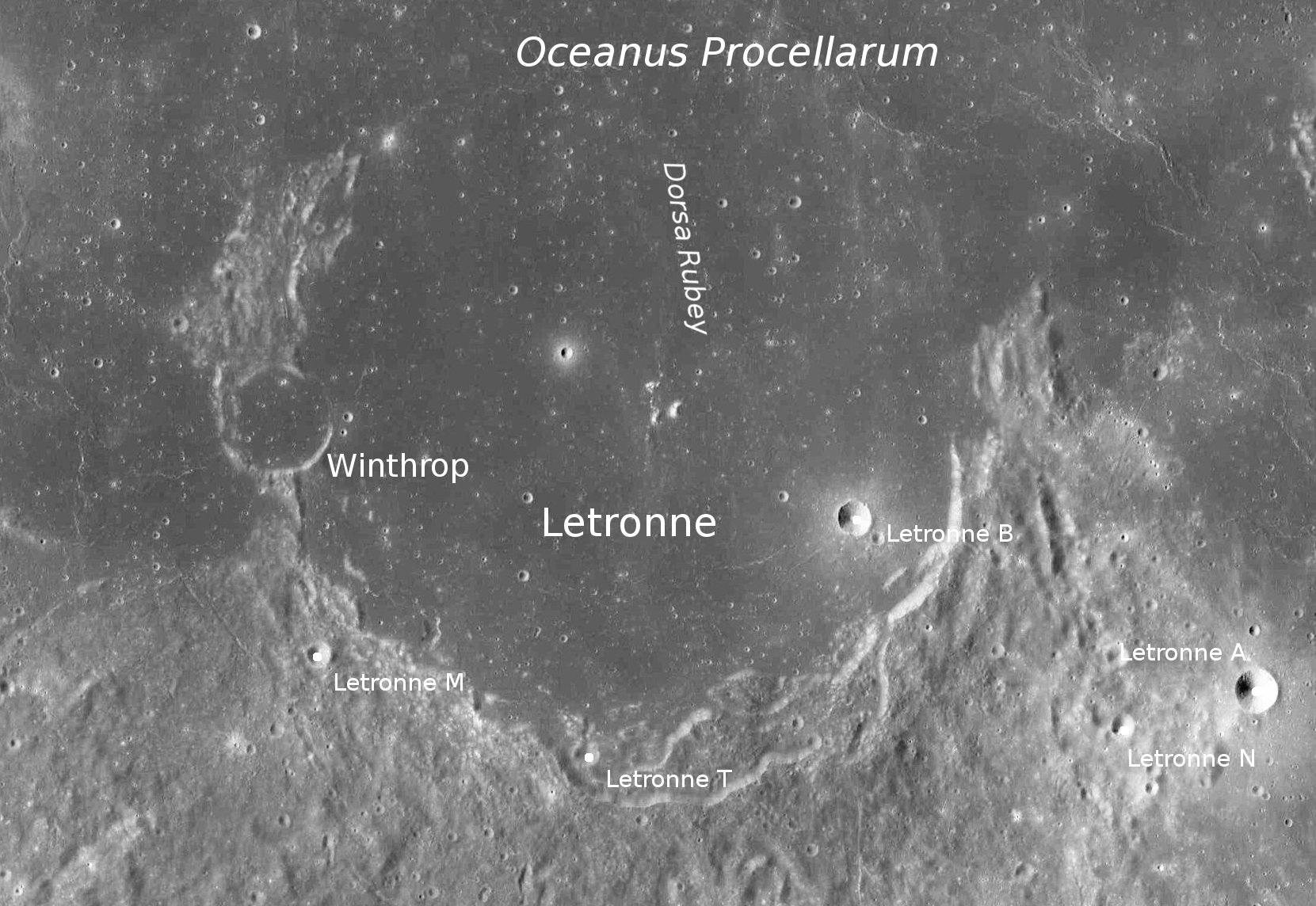
Poloha kráteru Winthrop

Winthrop je lávou zaplněný pozůstatek impaktního kráteru nacházející se v jižní oblasti měsíčního moře Oceanus Procellarum na přivrácené straně Měsíce. Pojmenován je podle amerického astronoma Johna Winthropa. Nachází se na západním okrajovém valu kráteru Letronne a než byl v minulosti Mezinárodní astronomickou unií přejmenován, nesl označení Letronne P.